# Sojusz Pięciorga Oczu

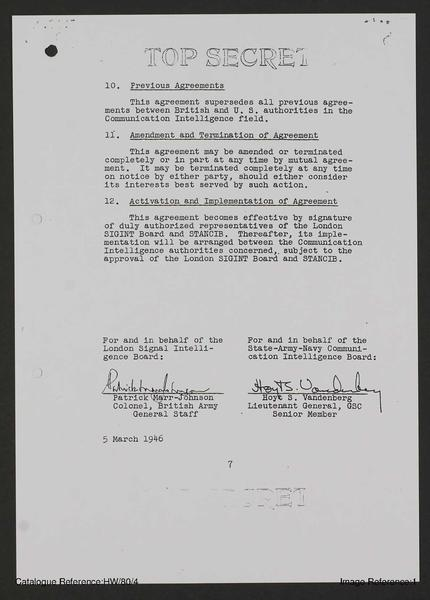
UKUSA – porozumienie z 1946 r.

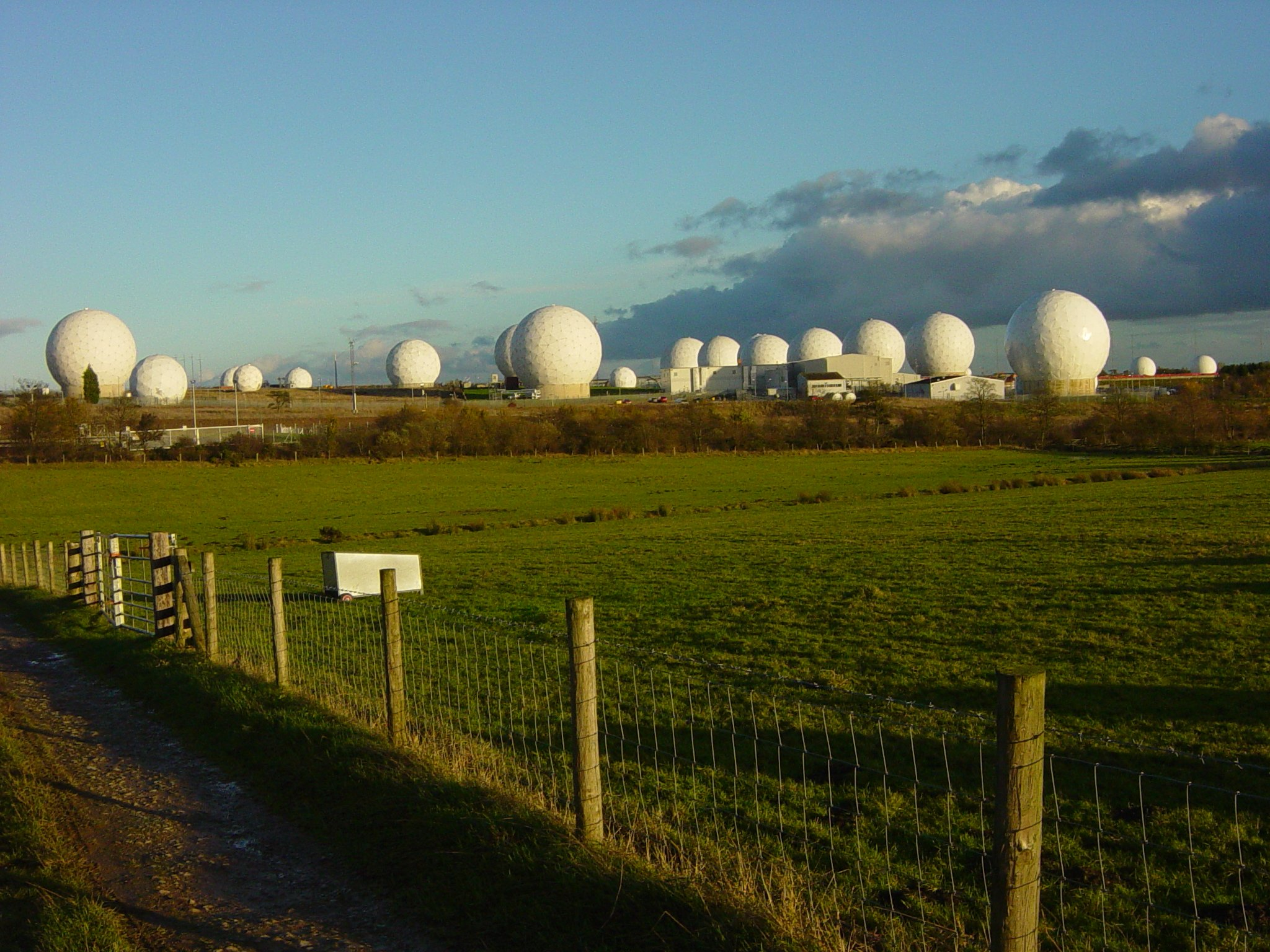
Menwith Hill – stacja nasłuchowa

Sojusz pięciorga oczu (UKUSA Agreement, Five Eyes (Pięcioro Oczu)) – tajne porozumienie instytucji szpiegowskich zawarte w roku 1946, początkowo między agencją amerykańską i brytyjską (NSA i GCHQ) i dotyczące przekazywania sobie danych wywiadowczych, w szczególności z nasłuchu elektronicznego i rezygnacji z wzajemnego szpiegowania.
Wspólne działania wywiadowcze obu państw miały miejsce już w czasie II wojny światowej (od 1943) i polegały na wspólnym złamaniu kodów marynarek wojennych Niemiec i Japonii. Po wojnie do sojuszu dołączyły się trzy agencje wywiadowcze z innych państw (Kanada – 1948, 1956 – Australia i Nowa Zelandia). Sojusz był tak tajny, że w roku 1973 nawet premier Australii nie wiedział o jego istnieniu. Porozumienie zostało ujawnione dopiero w roku 2010 i podane do wiadomości przez Archiwum Narodowe Wielkiej Brytanii (The National Archives), a pierwsza informacja o jego istnieniu pojawiła się dopiero w roku 2005.
Największa ze 130 obecnie istniejących stacji nasłuchowych sieci Echelon znajduje się w Menwith Hill i zatrudnia 1800 pracowników w tym 1200 amerykanów. Sieć stacji nasłuchowych początkowo przechwytywała tylko fale elektromagnetyczne, a dziś również rozmowy telefoniczne, komunikację internetową i satelitarną. Wszystkie zebrane informacje trafiają do siedziby głównej NSA w Fort Meade, gdzie są przetwarzane i kategoryzowane na stopnie tajemnicy i dostępności. System ten potrafi przechwycić i zanalizować (podobno) nawet 90% połączeń telefonicznych, teleksowych, faksowych i internetowych w ruchu międzynarodowym, a być może nawet połączenia krajowe.
W rok 2000 wyszło na jaw, że amerykański wywiad elektroniczny szpieguje europejskie koncerny (Thomson CSF, Airbus), co wywołało ogromne oburzenie w Unii Europejskiej.
W roku 2003, przed inwazją na Irak, amerykańskie służby w mailu do GCHQ przesłały polecenie Chcemy Kofiego Annana, którego treść ujawniła tłumaczka agencji Katharine Gun. Wiadomość dotyczyła też podsłuchiwania przedstawicieli Angoli, Bułgarii, Kamerunu, Chile, Gwinei i Pakistanu, gdyż głosy tych państw miały zaważyć na ostatecznej decyzji ONZ w sprawie inwazji na Irak. Amerykańskie prawo nie zezwala na szpiegowanie dyplomatów, ale brytyjskie jest tu o wiele bardziej liberalne. Podobnie jest, kiedy Brytyjczycy chcą podsłuchiwać swoich to proszą o to Amerykanów np. w roku 1952 Brytyjczycy na amerykańskie zamówienie, tropili komunistyczne sympatie Charliego Chaplina i kiedy ten przyjechał do Londynu nie pozwolono mu na powrót do kraju, a w roku 1983 Amerykanie na prośbę Margaret Thatcher tropili dwóch ministrów z jej rządu.
W czerwcu 2013 r. Komisja Europejska była zaniepokojona informacjami o tym, że brytyjski wywiad podsłuchiwał międzynarodowe rozmowy telefoniczne i inwigilował internautów w ramach tajnego programu „Tempora”. Wysłano list do brytyjskiego rządu z prośbą o wytłumaczenie się z tej sprawy. Wyjaśnień domaga się także rząd Niemiec. Informacje o programie „Tempora” przekazał „Guardianowi” Edward Snowden.
Według „Der Spiegel” amerykański wywiad elektroniczny, zapisuje codziennie od 2 do 4 mln rozmów telefonicznych w Polsce, gdzie tak przynajmniej było w grudniu 2012 r., jak to wskazują dokumenty wykradzione przez Edwarda Snowdena. Według tych dokumentów NSA podsłuchiwała przez ponad dziesięć lat (od 2002) telefony kanclerz Niemiec Angeli Merkel i innych ważnych w Europie osób.
Operację podsłuchiwania Merkel miała wykonywać jednostka Special Collection Services (SCS), która ma filię na terenie ambasady USA w Berlinie.
W czasie gdy Niemcy zażądali wyjaśnień w kwestii podsłuchu, Amerykanie poinformowali ich, że już wkrótce zakończy się budowa nowego centrum przetwarzania danych NSA na terenie Niemiec w Wiesbaden-Erbenheim, wartego 126 milionów dolarów.